# پول اند بیر
پول اند بیر (انگلیسی: Pull&Bear) شرکت کالای لوکس اسپانیایی است، که در زمینه تولید و عرضه انواع پوشاک و لوازم مد فعالیت می‌نماید.
شرکت پول اند بیر در سال ۱۹۸۶ در شهر لیورپول، انگلیس تأسیس شد و هم‌اکنون مالک شبکه گسترده‌ای از ۹۸۶ شعبه بوتیک در کشورهای مختلف می‌باشد. دفتر مرکزی این شرکت در شهر ارتشیو، اسپانیا قرار دارد و کلیه سهام آن در اختیار گروه ایندیتکس می‌باشد.